# Karl Christian Führer
Karl Christian Führer (* 12. Januar 1954 in Bonndorf) ist ein deutscher Historiker.

## Leben
Er studierte Geschichte, Literaturwissenschaft und Pädagogik an der Universität Hamburg, wo er 1986 zum Dr. phil. promoviert wurde, und habilitierte sich 1993 an der Universität Oldenburg. Er ist außerplanmäßiger Professor an der Universität Hamburg und war wissenschaftlicher Mitarbeiter am Historischen Seminar der Universität Hannover sowie an der Forschungsstelle für Zeitgeschichte in Hamburg.
Seine Forschungs- und Interessengebiete sind die Wirtschafts- und Sozialgeschichte des 20. Jahrhunderts, die Geschichte der sozialen Sicherungssysteme und die Mediengeschichte.

## Schriften (Auswahl)
- Arbeitslosigkeit und die Entstehung der Arbeitslosenversicherung in Deutschland. 1902–1927. Mit einem Vorwort von Peter-Christian Witt (= Einzelveröffentlichungen der Historischen Kommission zu Berlin, Band 73). Colloquium-Verlag, Berlin 1990, ISBN 3-7678-0780-7 (zugleich: Dissertation, Hamburg 1986).
- Mieter, Hausbesitzer, Staat und Wohnungsmarkt. Wohnungsmangel und Wohnungszwangswirtschaft in Deutschland 1914–1960 (= Vierteljahrschrift für Sozial- und Wirtschaftsgeschichte, Beiheft 119). Steiner, Stuttgart 1995, ISBN 3-515-06673-X (zugleich: Habilitationsschrift, Oldenburg 1993).
- Hrsg. mit Jürgen Mittag, Axel Schildt und Klaus Tenfelde: Revolution und Arbeiterbewegung in Deutschland 1918–1920. Klartext, Essen 1993, ISBN 978-3-8375-0323-4.
- Wirtschaftsgeschichte des Rundfunks in der Weimarer Republik (= Veröffentlichungen des Deutschen Rundfunkarchivs, Band 6). Verlag für Berlin-Brandenburg, Potsdam 1997, ISBN 3-930850-39-7.
- Deutsche Mieterbewegung. Von der Kaiserzeit bis zum Ende des 20. Jahrhunderts. 100 Jahre Deutscher Mieterbund. Deutscher Mieterbund, Köln 2000, ISBN 3-933091-20-9.
- Medienmetropole Hamburg. Mediale Öffentlichkeiten 1930–1960 (= Forum Zeitgeschichte, Band 20). Dölling und Galitz, München u. a. 2008, ISBN 978-3-937904-70-2.
- Carl Legien 1861–1920. Ein Gewerkschafter im Kampf um ein „möglichst gutes Leben“ für alle Arbeiter (= Veröffentlichungen des Instituts für Soziale Bewegungen. Schriftenreihe A, Band 42). Klartext, Essen 2009, ISBN 978-3-8375-0186-5.
- Carl Legien (1861–1920). Drei Gründe, warum der Gewerkschaftsführer es verdient hat, erinnert zu werden (= Reihe Gesprächskreis Geschichte, Heft 101). Friedrich-Ebert-Stiftung, Archiv der sozialen Demokratie, Bonn 2014, ISBN 978-3-86498-513-3.
- Die Stadt, das Geld und der Markt. Immobilienspekulation in der Bundesrepublik 1960–1985 (= Studien zur Zeitgeschichte, Band 89). de Gruyter/Oldenbourg, Berlin u. a. 2016, ISBN 978-3-11-041542-1.
- Gewerkschaftsmacht und ihre Grenzen. Die ÖTV und ihr Vorsitzender Heinz Kluncker 1964–1982 (= Forschung aus der Hans-Böckler-Stiftung, Band 188). transcript, Bielefeld 2017, ISBN 3-8376-3927-4.
- Das Fleisch der Republik. Ein Lebensmittel und die Entstehung der modernen Landwirtschaft in Westdeutschland 1950–1990 (= Quellen und Darstellungen zur Zeitgeschichte. Band 133). De Gruyter Oldenbourg, Berlin 2022, ISBN 978-3-11-079217-1, doi:10.1515/9783110794144.